# 프란츠 나흐테갈

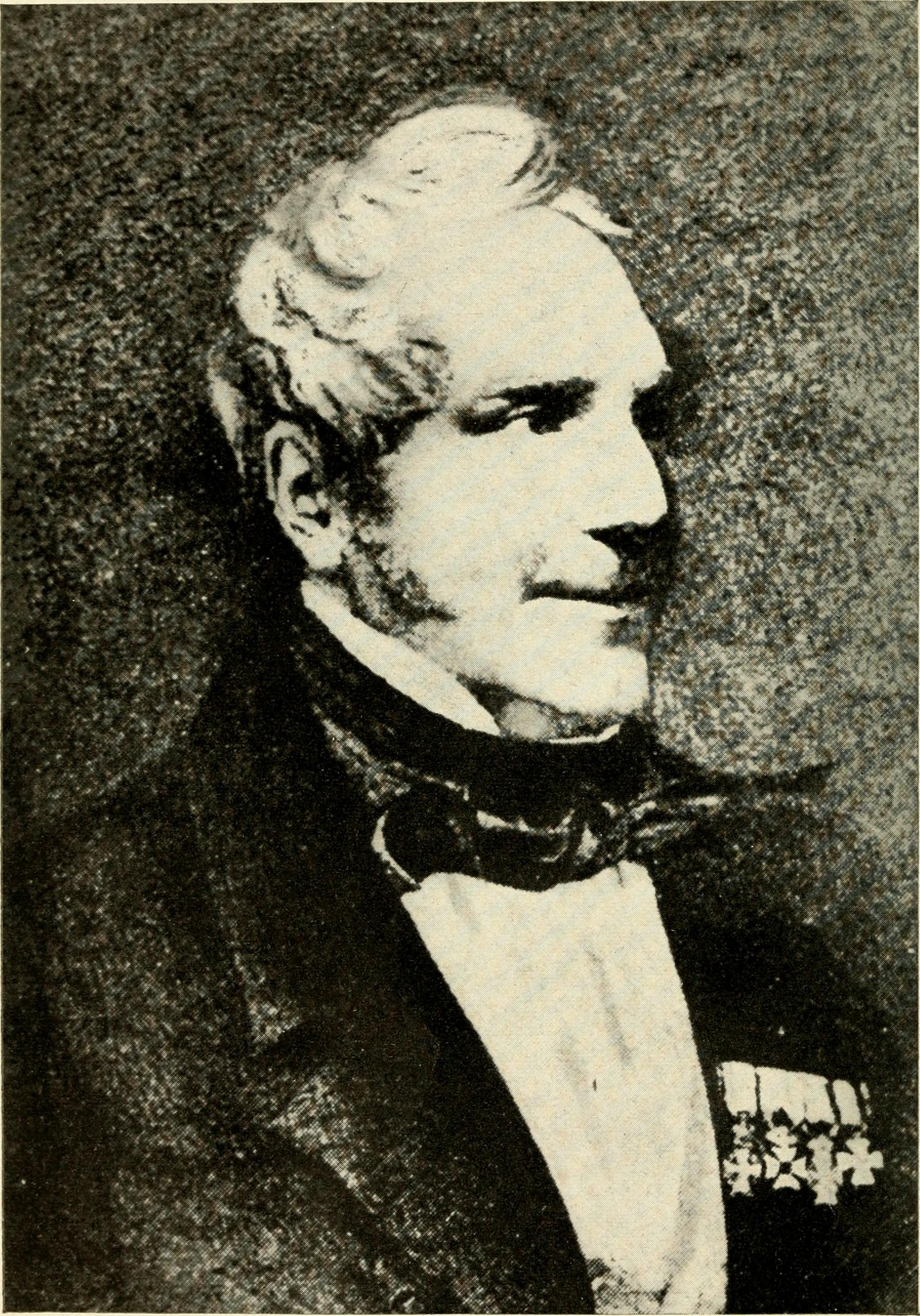
프란츠 나흐테갈

프란츠 나흐테갈(덴마크어: Franz Nachtegall, 1777년 10월 3일 ~ 1847년 5월 12일)은 19세기 초에 체육분야를 개척한 덴마크의 체육 교육자이다. 츠 무츠(Johann Friedrich GutsMuths)의 《청년을 위한 체조》를 읽고 큰 영향을 받아 체육에 일생을 바쳤다. 나흐테갈이 중심이 되어 작성한 《체조편람》은 유럽에서 처음으로 정부의 공인을 받아 1828년 중학교에서 교과서로 사용되었다. 코펜하겐에서 태어나 대학생 체조클럽지도자가 되었으며, 1804년에는 덴마크 정부가 육군과 해군을 훈련하기 위해 설립한 체조사범학교의 초대 교장이 되었다.

## 저서
- 《Gymnastikkens Fremgang i Danmark: fra dens foerste Indfoerelse i Aaret 1799 indtil Udgangen af Aaret 1830.》[2]
- 《체조편람》